# Радишевський Ростислав Петрович
Ростисла́в Петро́вич Радише́вський (28 березня 1948, с. Бухарів Острозький район Рівненська область) — український філолог, поет. Доктор філологічних наук, професор, академік НАН України, завідувач кафедри полоністики Київського національного університету імені Тараса Шевченка, директор Міжнародної школи україністики НАН України.

## Біографія
Народився у с. Бухарів, що на Рівненщині. Після закінчення середньої школи працював у колгоспі. У 1970 році вступив на філологічний факультет Київського університету. Закінчив аспірантуру, захистив кандидатську дисертацію. З 1979 року працює у відділі давньої української літератури Інституту літератури ім. Т. Г. Шевченка.
У 1991 році був відряджений до Польської академії наук (Краківський відділ). Попрацювавши як дослідник в архіві Ягеллонської бібліотеки, він зібрав і видав малодоступну й маловідому історичну спадщину українського народу польською мовою. У 1996 році захистив докторську дисертацію.
З 1998 року професор кафедри слов'янської філології, а 1 вересня 2000 року очолив створену ним кафедру полоністики філологічного факультету Інституту філології Київського національного університету ім. Т. Шевченка. З 1999 року очолює Міжнародну школу україністики НАН України, перетворив  її на повноцінну науково-дослідну установу.
4 лютого 2009 року обраний членом-кореспондентом НАН України в галузі слов'янських літератур, 26 травня 2021 року — академіком НАН України за спеціальністю «літературознавство»
Автор збірок поезії «Ритми серця. Поезії», «Мелодії серця. Копа пісень» та «Пісня маминого серця. Пісенник», CD «Серпнева рапсодія». З композитором Ігорем Якубовським видав декілька збірок пісень на компакт-дисках.

## Наукова діяльність
Основним напрямком діяльності є полоністика. Багато праць присвячено польській й українській літературі від давнини до сучасності. Зокрема, науковець є упорядником та автором передмови і коментарів ряду видань творів Олександра Олеся, ним вперше виявлено в архівах та опубліковано у ряді видань творів поета його доти невідомі твори. 
Організатор міжнародних конференцій «А. Міцкевич і Україна» (1998), «Ю. Словацький і Україна» (1999), «Я. Івашкевич і Україна» (2000), «Українська школа в літературі та культурі українсько-польського пограниччя» (2004) і «Європейський вимір української полоністики» (2007).
Заснував у 1999 році і редагує серію «Київські полоністичні студії». У 2011 році він ініціював серію «Друкується вперше — літературні палімпсести», у якій виходять літературознавчі твори, що раніше не видавалися.
З травня 2024 року член редакційної ради художньо-аналітичного альманаху «Кременецький культурний контекст».

## Праці
У творчому доробку вченого понад двісті праць, серед них десять монографій, автор двох розділів у другому томі «Історії української літератури» у 12 т. (2014).
Основні твори:
- «Іскри єднання. Леся Українка і польська література» (1983),
- «Юліуш Словацький. Життя і творчість» (1985),
- «Poezja polskojęzyczna na Ukrainie w XVII wieku» (1996),
- «Roksolański Parnas» (1998)
- «Українсько-польське пограниччя: сарматизм, бароко, діалог культур» (2009).
- «Літературознавча шевченкіана діаспори та польська рецепція Т. Г. Шевченка» (2014),
- «„Українська школа“ в польському романтизмі: феномен регіоналізму» (2018)
- Рецепція творчості Лесі Українки в Польщі. – К.: Талком, 2021. – 608c.
- Олександр Астаф’єв. Життя і творчість: монографія / Ростислав Радишевський ; Київ. нац. ун-т ім. Тараса Шевченка, Ін-т філології, Міжнар. шк. україністики НАН України. – Київ : Талком, 2021. – 190.
- Radyszewski R. Juliusza Słowackiego „Sen srebrny Salomei”: dwie prawdy // Pamięć Juliusza Słowackiego / Pod red. O. Krysowskiego i N. Szerszeń. – Warszawa: Wydawnictwa UW, 2021. – S. 98-107.
- Астаф’єв О. Польська та українська літератури доби Ренесансу і бароко / Олександр Астаф’єв, Ростислав Радишевський ; [редкол.: М. Жулинський та ін.] ; Київ. нац. ун-т ім. Тараса Шевченка, Ін-т філології, НАН України, МШУ НАНУ – Київ : Талком, 2021. – 639 с. – (Серія “Студії з україністики” ; вип. 28)

## Навчально-методичні праці
- Нарис історії польської літератури: підручник: у 2-х кн. Кн. 1. ― К.: Талком, 2019. ― 512 с.
- Нарис історії польської літератури: підручник: у 2-х кн. Кн. 2. ― К.: Талком, 2019. ― 544 с.

## Родина
Дружина — Марія Іванівна, вчителька української мови та літератури. Дочка — Олеся, кандидат юридичних наук.

## Відзнаки
- Заслужений працівник освіти України.
- Заслужений для польської культури (1999).
- Медаль «Міцкевич та Пушкін» (2002).
- Почесний член товариства А. Міцкевича (2004)
- Почесна грамота Міністерства освіти і науки України (2005).
- Лауреат премії Якова Гальчевського (2007).
- Кавалерський Хрест Ордена Заслуги Республіки Польща (2012)[4]